# فرودگاه میناچو
فرودگاه میناچو (به انگلیسی: Minaçu Airport) (به زبان بومی: Aeroporto de Minaçu) یک فرودگاه همگانی مسافربری با کد یاتا MQH است که یک باند فرود آسفالت دارد و طول باند آن ۱۳۳۸ متر است. این فرودگاه در کشور برزیل قرار دارد و در ارتفاع ۴۲۷ متری از سطح دریا واقع شده است.